# Коронавірусна хвороба 2019 у Західній Сахарі
Епідемія коронавірусної хвороби 2019 у Західній Сахарі — це поширення пандемії коронавірусної хвороби 2019 на територію Західної Сахари, яка є спірною територією, контрольованою Марокко. Ці дані не включають випадки, зареєстровані на території, контрольованій Сахарською Арабською Демократичною Республікою. Перший випадок хвороби на контрольованій Марокко території був зареєстрований 4 квітня 2020 року в місті Буждур.

## Хронологія
4 квітня Місія ООН з проведення референдуму в Західній Сахарі підтвердила перші 4 випадки хвороби в Буждурі.
9 квітня Місія ООН повідомила, що в Дахлі було підтверджено 2 нових випадки хвороби, внаслідок чого кількість підтверджених випадків хвороби досягла 6.
24 квітня Місія ООН повідомила про ще 4 випадки хвороби, кількість підтверджених випадків хвороби зросла до 10.
До 19 червня було зареєстровано 26 підтверджених випадків хвороби, останній з яких — у Ель-Аюні. Один хворий помер (у Тіндуфі 24 травня), а 23 хворі одужали, налічувались 2 активні випадки хвороби.
31 серпня в Ель-Аюні було зареєстровано 41 активний випадок хвороби.
30 квітня 2021 року Марокко надало політичний притулок Карлесу Пучдемону. За словами представника МЗС Марокко, це рішення було прийнято із «принципу взаємності прийому лідера незалежності Каталонії» після того, як президенту Західної Сахари Брахіму Галі було дозволено поїхати до Іспанії для лікування від COVID-19.
Станом на 15 липня 2022 року на території Західної Сахари було зареєстровано загалом 766 випадків хвороби, з них 2 хворих померли.